# Famille Phipps (Angleterre)
Pour les articles homonymes, voir Phipps.
Cette page explique l’histoire ou répertorie les différents membres de la famille Phipps.
La famille Phipps est une famille subsistante de la noblesse britannique, originaire du comté du Nottinghamshire. Elle s'est distinguée par les fonctions politiques et militaires occupées par ses membres.
Elle a été illustrée par George Phipps, 2e marquis de Normanby, 7e gouverneur de Nouvelle-Zélande (1819-1890).

## Histoire
La famille Phipps est originaire du comté du Nottinghamshire, aujourd'hui établie dans le comté du Yorkshire du Nord.
William Phipps épouse Catherine Annesley, fille de Catherine Sheffield, fille illégitime de Jacques II.
Elle s'est divisée en plusieurs branches dont une collatérale au États-Unis et une autre dans les Caraïbes. La branche restée en Angleterre s'est elle-même divisée en deux rameaux dont un au Canada et un en Australie.

## Personnalités
- Constantine Phipps, 1er baron Mulgrave (1722-1775), homme politique, fils de William Phipps ;
- Constantine Phipps, 2e baron Mulgrave (1744-1792), homme politique, militaire et explorateur, fils du précédent ;
- Charles Phipps (1753-1786), homme politique et militaire, frère du précédent ;
- Henry Phipps, 1er comte de Mulgrave (1755-1831), homme politique, frère du précédent ;
- Constantine Phipps, 1er marquis de Normanby (1797-1863), homme politique et diplomate, fils du précédent ;
- George Phipps, 2e marquis de Normanby (1819-1890), homme politique et diplomate, fils du précédent ;
- Constantine Phipps, 3e marquis de Normanby (1846-1932), homme politique et militaire, fils du précédent ;
- Oswald Phipps, 4e marquis de Normanby (1912-1994), homme politique et militaire, fils du précédent ;
- Constantine Phipps, 5e marquis de Normanby (1954-), homme politique et homme d'affaires, fils du précédent ;
- Edmund Phipps (1760-1837), homme politique et militaire, fils de Constantine Phipps, 1er baron Mulgrave ;
- Charles Phipps (1801-1866), militaire, fils de  Henry Phipps, 1er comte de Mulgrave ;
- Edmund Phipps (1808-1857), avocat, frère du précédent.

## Titres et armoiries

### Titres
- Marquis de Normanby (25 juin 1838)[3]
(Pairie du Royaume-Uni)
  - Comte de Mulgrave (7 septembre 1812)[4]
(Pairie du Royaume-Uni)
  - Vicomte Normanby (7 septembre 1812)
(Pairie du Royaume-Uni)
  - Baron Mulgrave (13 août 1794)
(Pairie de Grande-Bretagne)
- Baron Mulgrave (3 septembre 1767)
(Pairie d'Irlande)

### Armoiries

Phipps

«  De sable au trèfle accompagné de huit étoiles en orle, le tout d'argent. »

## Généalogie
Cet arbre généalogique représente la lignée agnatique, par conséquent seul la descendance patronymique est développée.

### Arbre généalogique de la famille Phipps
Arbre généalogique de la famille Phipps
- Aldwyn Phipps (≈1360-?) X Patricia ? (?-?)
  - Johannes Phipps (≈1380-?) X ?
    - Ernest Phipps (≈1400-?) X ?
      - Irving Phipps (1425-?) X ?
        - Robert Phipps (1445-1515) X Anne Toeny (?-?)
          - Johannes Phipps (1465-1525) X Anne ? (1467-1525)
            - Richard Phipps (1493-1550) X (1513) Margaret Morse (1500-1550)
              - Thomas Phipps (?-1570) X (1553) Margaret Palmer (1535-?)
              - Robert Phipps (1550-1618) X Isabelle Bromley (1548-1588)
                - George Phipps (1575-1618) X (1606) Anne Elliot (1565-?)
                  - Francis Phipps (1610-1668) X (1643) Anne Sharpe (1620-1660)
                    - James Phipps (1649-1700) X (1675) Susannah Clarke (1655-1700)
                      - Branche des Caraïbes

                    - Anna Phipps (1651-1693) X (1675) George Reeves (1649-?)
                    - Mary Phipps (1654-1684) X
                    - Constantine Phipps (1656-1723) X (1684) Catherine Sawyer (1660-1728)
                      - Thomas Phipps (1695-1767) X (1716) Wyanet Anderssen (1697-)
                      - William Phipps (1698-1730) X (1718) Catherine Annesley (1700-1736)
                        - Catherine Phipps (1719-1768) X (1744) Thomas Wells (1720-?)
                        - Suite de l'arbre généalogique : baron Mulgrave
                        - James Phipps (1725-1802) X (1749) Alice Robinson (1749-?)
                        - Warner Phipps (1728-1793) X (1753) Margaret Winters (1733-?)
                        - Steven Phipps (1731-1789) X (1754) Bridget Nelson (1736-?)
                        - Elaine Phipps (1734-1815) X (1756) Matthew Hughes (1730-?)

                      - Anne Phipps (1701-1766) X (1718) Stephen Weicker (1699-?)
                      - Frances Phipps (1703-1779) X (1724) Timothy Scotts (1699-?)
                      - Margaret Phipps (1706-1773) X (1722) Robert Grey (1702-?)
                      - George Phipps (1710-1786) X (1729) Sarah Campbell (1715-?)
                      - Catherine Phipps (?-?) X Henry Ingoldsby (?-?)

                  - Caleb Phipps (1612-1666) X Ellener Lamb (?-1672)

                - William Phipps (1578-1625) X (1596) Agneta Haskins (?-?)
                  - James Phipps (1605-1654) X (1630) Mary ? (1615-1705)
                    - Branche des États-Unis

                  - William Phipps (1607-1636)

                - Anthony Phipps (1583-1649)
                - Anthony Phipps

        - Robert Phipps (1445-1515) X Sarah ? (?-?)
          - Thomas Phipps (1467-1490)

### Suite de l'arbre généalogique
- Constantine Phipps, 1er baron Mulgrave (1722-1775) X (1743) Lepell Hervey (1723-1780)
  - Constantine Phipps, 2e baron Mulgrave (1744-1792) X (1787) Anne Cholmley (1769-1788)
    - Elizabeth Phipps (1788-1848) X (1807) Sir John Murray, 8e baronnet de Dalrany (1768-1827)

  - Charles Phipps (1753-1786)
  - Henry Phipps, 1er comte de Mulgrave (1755-1831) X (1795) Martha Maling (?-1849)
    - Lepell Phipps (?-1869) X (1857) Sir John Alexander, 4e baronnet de Dublin (1800-1888)
    - Constantine Phipps, 1er marquis de Normanby (1797-1863) X (1818) Maria Liddell (1798-1882)
      - George Phipps, 2e marquis de Normanby (1819-1890) X (1844) Laura Russell (1816-1885)
        - Laura Phipps (1845-1934) X (1868) John Hampton-Lewis (1835-1890)
        - Constantine Phipps, 3e marquis de Normanby (1946-1932) X (1903) Gertrude Forster (1870-1948)
          - Katherine Phipps (1907-?) X (1949) Roy Harding (?-?)
          - Gertrude Phipps (1908-1985) X (1934) William Davis (1901-1987)
          - Oswald Phipps, 4e marquis de Normanby (1912-1994) X (1951) Grania Guinness (1920-2018)
            - Lepel Phipps (1952-) X (1975) Richard Kornicki (?-)
            - Constantine Phipps, 5e marquis de Normanby (1954-) X (1990) Nicola Shulman (1960-)
              - Sibylla Phipps (1992-)
              - John Phipps, comte de Mulgrave (1994-) X (2023) Rosa Lyster (?-)
              - Thomas Phipps (1994-)

            - Evelyn Phipps (1955-) X (1986) James Buchan (1954-)
            - Justin Phipps (1958-) X (1985) Rachel Stainsby (1958-)
              - Elsie Phipps (1986-)
              - Anna Phipps (1988-)
              - William Phipps (1990-)
              - Katherine Phipps (1991-)
              - Martha Phipps (1996-)
              - Margaret Phipps (1998-)

            - Peronel Phipps (1959-) X (1990) José Cruz Jaramillo (?-)
            - Henrietta Phipps (1962-) X (1982) Adam Sedgwick (?-) (sans descendance) puis épouse Richard Burridge (?-) en 1999 (dont descendance).
            - Anne Phipps (1965-2024)

        - William Phipps (1847-1880) X (1875) Constance Keyser (?-1932)
          - Evelyn Phipps (1877-?)

        - Katherine Phipps (1850-1926) X (1868) Francis Egerton, 3e comte d'Ellesmere (1847-1914)
        - Henry Phipps (1951-1905) X (1878) Norma Leith-Hay (?-1935)
          - Laura Phipps (1879-?) X (1897) Arthur Walker (?-1944)
          - Katherine Phipps (1881-?) X (1920) Leslie Brocklebank (?-?)
          - Russell Phipps (1883-1916)
          - Vivian Phipps (1884-1971) X (1921) Marie Elliott (?-1974)
            - Maurine Phipps (1921-?) X (1944) James Hunter (?-1988)
            - Vivian Phipps (1923-1991) X (1944) Betty Blundell (?-?)
              - Douglas Phipps (1945-) X (1968) Rosemary Tauy (?-) (dont descendance) puis épouse Robyn Temple (?-) en 1980 (sans descendance).
                - Justine Phipps (1969-)

              - Catherine Phipps (1948-) X (1969) ? Dupree (?-) (dont descendance) puis épouse Rolf Schnase (?-) (dont descendance).
              - Paul Phipps (1953-) X (1977) Robyn Binns (?-)
                - Russell Phipps (1980-)
                - Lauren Phipps (1982-)

            - Hervey Phipps (1925-?) X (1947) Eda McNab (?-?)
              - David Phipps (1948-) X (1970) Palma Mammino (?-)
                - Anthony Phipps (1970-)
                - Paul Phipps (1972-)

              - John Phipps (1949-) X (1972) Elizabeth Strickland (?-)
                - Elaine Phipps (1973-)
                - Melissa Phipps (1974-)
                - Andra Phipps (1979-)

              - Wendy Phipps (1950-) X (1969) Michael Luland (?-) (dont descendance) puis épouse Roderick Nash (?-) en 1981 (dont descendance).
              - Susan Phipps (1955-) X (1980) John Miguel (?-)

            - Daphne Phipps (1929-?) X (1948) Barry Valttila (1926-2015)

          - Norma Phipps (1887-?) X (1916) Harry Davidson (?-1943)
          - Nora Phipps (1895-?)
          - Beatrice Phipps (1897-1997) X (1919) Raymond Ralfe (?-?)

        - Constance Phipps (1852-1883)
        - Hervey Phipps (1854-1887)

    - Charles Phipps (1801-1866) X (1835) Margaret Bathurst (1813-1874)
      - Harriet Phipps (1841-1922)
      - Henrietta Phipps (1836-1915) X (1856) Frederick Sayer (1832-1868) (dont descendance) puis épouse William Chaine (?-1916) en 1872 (sans descendance).
      - Charles Phipps (1844-1906) X (1868) Susan Geddes (?-1930)
        - Alice Phipps (1870-?) X (1893) William Murison (?-?) (sans descendance) puis épouse Benjamin Lewis (?-?) (sans descendance).
        - Charles Phipps (1871-1917) X (1902) Edith Douglas (1887-1946)
          - Katherine Phipps (1903-?) X (1930) Alexander Garvin (?-1957)
          - Charles Phipps (1905-1984) X (1935) Kathleen Conlan (?-1982)
            - John Phipps (1936-2020) X (1963) Kathleen Moore (?-1989)
              - Karleen Phipps (1964-)
              - Kimberley Phipps (1966-)
              - Kelly Phipps (1968-) X (1989) Craig Ervin (?-)

          - Edith Phipps (?-?) X (1933) Ronald Gordon (?-?)
          - Emma Phipps (1914-2000) X (1936) Alvah Hager (?-1988) (dont descendance) puis épouse Ian McDiarmid (1915-1998) (sans descendance).

        - Albert Phipps (1873-1945) X (1899) Sydney Boultbee (?-1951)
          - Stewart Phipps (1900-1979) X (1921) Frances Brown-Constable (?-1951)
            - Barbara Phipps (1923-?) X (1946) Thomas Gordon (1922-2000)
            - Diana Phipps (1937-2003) X (1958) William Meijer (?-?)

          - Stewart Phipps (1900-1979) X (1952) Edith Smith (1912-1988)
            - Geoffrey Phipps (1953-) X (1973) Leslie Clarke (1953-) (dont descendance) puis épouse Marilyn Fraser (?-) en 1981 (sans descendance).
              - Jessica Phipps (1975-)
              - Michael Phipps (1980-)

          - Phyllis Phipps (1902-?) X (1925) David Cumberland (?-1964)
          - Geoffrey Phipps (1904-1967)
          - Norman Phipps (1907-1984) X (1944) Dorothy Kendal-Quarry (?-?)
            - David Phipps (1945-) X Maria ? (?-)
              - Geoffrey Phipps (?-) X Liza MacLellan (?-)
                - Isabelle Phipps (?-)

              - Elizabeth Phipps (?-) X (2015) Peter Cortesis (?-)

            - Penelope Phipps (1948-) X (1972) Barry Tobias (?-)

          - Ruth Phipps (1915-?)

        - Katherine Phipps (1875-1958) X (1897) William Proctor (?-1915)
        - Victoria Phipps (1877-1959)
        - Mary Phipps (1878-1899)
        - William Phipps (1880-1943) X (1909) Elsie Shrapnel (?-?)
          - Mary Phipps (1910-?) X (1940) Eric Fearn (?-?)
          - Sylvia Phipps (1920-?)

        - Augustus Phipps (1882-1946) X (1909) Agnes MacLachlan (?-1971)
          - Adelaide Phipps (1910-1965) X (1935) Thomas Brown (?-1955)
          - Charles Phipps (1921-?) X (1940) Margaret Saunders (?-?)
          - Harriet Phipps (1914-?) X (1942) William Brown (?-1971)

      - Albert Phipps (1847-1875)

    - Edmund Phipps (1808-1857) X (1838) Maria Campbell (?-1988)
      - Constantine Phipps (1840-1911) X (1863) Maria Mundy (?-1902) (dont descendance) puis épouse Alexandra de Schoumacker (?-1954) en 1904 (sans descendance).
        - Eric Phipps (1875-1945) X (1907) Yvonne  de Louvencourt (1884-1909) (sans descendance) puis épouse Frances Ward (?-1988) en 1911 (dont descendance).
          - Mervyn Phipps (1912-1983) X (1941) Joyce Goode (?-?)
            - Magdeleine Phipps (1942-) X (1970) Fergus Rogers (?-)
            - Caroline Phipps (1943-) X (1965) José Vives López (?-)
            - Elizabeth Phipps (1945-)
            - Dorothy Phipps (1950-) X (1979) Jay O'Boyle (?-)
            - Mary Phipps (1953-) X (1973) Nicholas Forde (?-)

          - Alan Phipps (1915-1943) X (1940) Veronica Fraser (1920-2005)
            - Susan Phipps (1941) X (1959) Richard de la Mare (1936-2015) (dont descendance) puis épouse Derek Marlowe (?-) en 1968 (dont descendance) puis épouse Nicolas Paravicini (1937-) en 1986 (sans descendance).
            - Jeremy Phipps (1942-2021) X (1974) Susan Crawford (?-)
              - Jake Phipps (1975-) X Melanie Coad (?-)
                - Walter Phipps (2013-)
                - Edward Phipps (2015-)
                - Tessa Phipps (2018-)

              - Jemma Phipps (1977-) X William Fenton (?-)

          - Mary Phipps (1923-2009) X (1949) Bonar Sykes (?-1998)
          - Margaret Phipps (1925-2009) X (1949) George Cary (?-1953) (dont descendance) puis épouse Donald Robertson (?-1961) en 1956 (sans descendance).
          - John Phipps (1933-?) X (1956) Charm Quick (?-?)
            - Jonathan Phipps (1957-)
            - Anna-Rose Phipps (1959-)
            - Isabel Phipps (1961-)

          - John Phipps (1933-?) X (1975) Rosemary Shirtcliffe (?-)
            - Sophie Phipps (1976-)
            - William Phipps (1978-)

          - William Phipps (1936-2009) X (1960) Henrietta Lamb (1931-2016)
            - Frederick Phipps (1961-)
            - Theresa Phipps (1963-)
            - Samuel Phipps (1964-) X (1990) Clunie Gow (1964-)
              - Stella Phipps (1991-)
              - Gabriel Phipps (1997-)

            - Lucian Phipps (1966-)

    - Augustus Phipps (1809-1896) X (1837) Mary FitzRoy (1817-1887)
      - Mary Phipps (?-1913) X (1866) Henry Pearse (?-1906)

  - Henrietta Phipps (1757-1782) X (1776) Charles Dillon-Lee, 12e vicomte Dillon (1745-1813)
  - Edmund Phipps (1760-1837)
  - Augustus Phipps (1762-1826) X Maria Thellusson (?-?)

## Alliances

### Alliances anciennes (XIVesiècle-XIXesiècle)
Cette famille s'est alliée aux familles : Morse (1513), Palmer (1553), Haskins (1596), Elliot (1606), Sharpe (1643), Clarke (1675), Reeves (1675), Sawyer (1684), Anderssen (1716), Annesley (1718), Weicker (1718), Grey (1722), Scotts (1724), Campbell (1729 et 1838), Wells (1744), Robinson (1749), Winters (1753), Nelson (1754), Hughes (1756), Hervey (1743), Dillon (1776), Cholmley (1787), Maling (1795), Murray (1807), Liddell (1818), Bathurst (1835), FitzRoy (1837), Russell (1844), Sayer (1856), Alexander (1857), Mundy (1863), Pearse (1866), Egerton (1868), Geddes (1868), Hampton-Lewis (1868), Chaine (1872), Keyser (1875), Leith-Hay (1878), Murison (1893), Proctor (1897), Walker (1897), Boultbee (1899), Bromley, Ingoldsby, Lamb, Thellusson, Toeny...

### Alliances contemporaines (XXesiècle-XXIesiècle)
Cette famille s'est alliée aux familles : Douglas (1902), Forster (1903), de Schoumacker (1904), de Louvencourt (1907), MacLachlan (1909), Shrapnel (1909), Ward (1911), Davidson (1916), Ralfe (1919), Brocklebank (1920), Brown-Constable (1921), Elliott (1921), Cumberland (1925), Garvin (1930), Gordon (1933 et 1946), Davis (1934), Brown (1935 et 1942), Conlan (1935), Hager (1936), Fearn (1940), Fraser (1940 et 1981), Saunders (1940), Goode (1941), Hunter (1944), Kendal-Quarry (1944), McNab (1947), Valttila (1948), Cary (1949), Harding (1949), Sykes (1949), Guinness (1951), Smith (1952), Quick (1956), Robertson (1956), Meijer (1958), de la Mare (1959), Lamb (1960), Moore (1963), Vives López (1965), Marlowe (1968), Tauy (1968), Dupree (1969), Luland (1969), Mammino (1970), Rogers (1970), Strickland (1972), Tobias (1972), Clarke (1973), Forde (1973), Crawford (1974), Kornicki (1975), Shirtcliffe (1975), Binns (1977), O'Boyle (1979), Miguel (1980), Temple (1980), Nash (1981), Sedgwick (1982), Stainsby (1985), Buchan (1986), Paravicini (1986), Ervin (1989), Cruz Jaramillo (1990), Gow (1990), Shulman (1990), Burridge (1999), Cortesis (2015), Lyster (2023), Coad, Fenton, Lewis, MacLellan, McDiarmid, Schnase...